# 格利玛

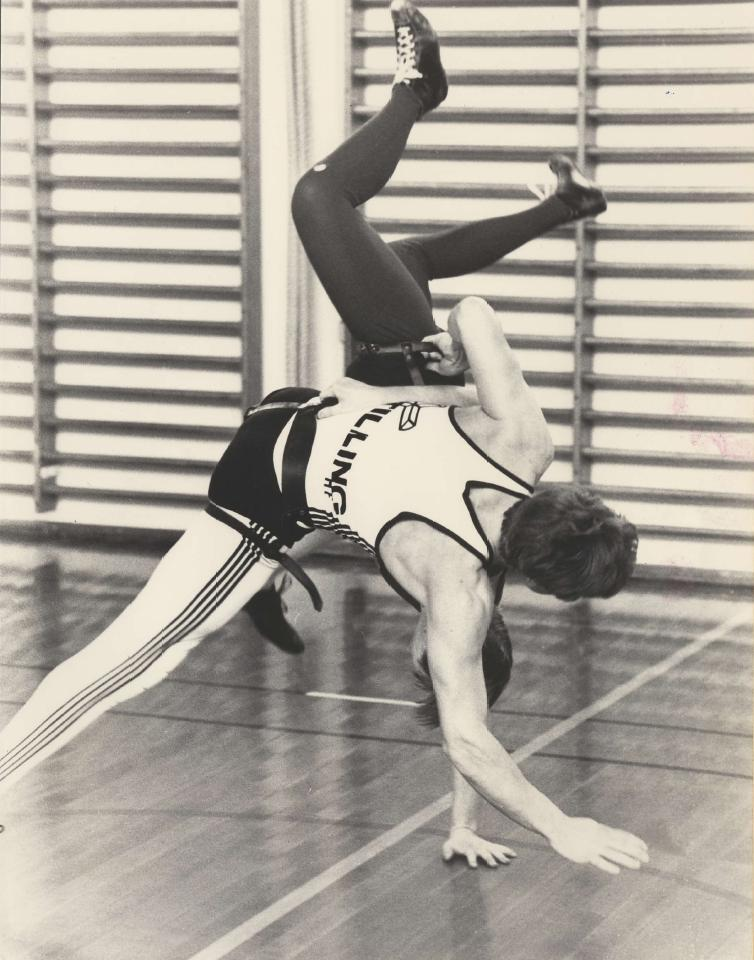
格利玛

格利玛是一项源自冰岛的格斗运动。格利玛可以分為自由式（Lausatök）、持背式（Hryggspenna）和抓褲式（Brókartök）。持背式較量時雙方要互相抓住對方的上半身，若雙腳以外的部份觸地就算落敗。抓褲式是格利玛中最常見的摔跤形式。選手要互相抓著對方的褲子進行摔跤比賽。